# Comté de Crittenden (Kentucky)
Pour les articles homonymes, voir Crittenden.
Ne pas confondre avec la ville de Crittenden.
Le comté de Crittenden est un comté de l'État du Kentucky, aux États-Unis, fondé en 1842. Son siège est basé à Marion.
C'est un dry county.

## Histoire
Le comté a été fondé le 1er avril 1842 et a été nommé d'après John Jordan Crittenden qui fut gouverneur du Kentucky de 1848 à 1850.